# Elizabeth Berkley
Elizabeth Berkley (født 28. juli 1972) er en amerikanske skuespillerinde. Hendes mest bemærkelsesværdige roller var i tv-serien Saved by the Bell som Jessie Spano, og i Paul Verhoeven-filmen Showgirls (1995) som den eksotiske stripper Naomi Malone.

## Biografi
Elizabeth Berkley blev født i Farmington Hills en nordlig forstad til Detroit, Michigan. Hun er datter af Jere, en virksomhedejer, og Fred Berkley, en advokat. Hendes familie er jødisk. Berkley blev født med heterokromi, tilstanden af forskelligt farvede iris, således at hendes højre øje er halvt grøn og halvt brun, og hendes venstre øje er helt grøn.

## Karriere
Berkley begyndte sin skuespillerkarriere i 1987 med en rolle i tv-filmen Frog og efter dette, fremsat en række gæsteoptrædener på flere tv-programmer. I 1989 i en alder af sytten, var hun planlagt som rollen som Kelly Kapowski i Saved by the Bell, men producenterne af serien kunne ikke afgøre, om de skulle vælge hende eller Tiffani Thiessen. Endelig skabte de karakteren Jessie Spano til Berkley, en rolle hun spillede fra 1989 til 1993.
Efter hun forlod Saved by the Bell for en filmkarriere fik Berkley rollen som Naomi Malone i filmen Showgirls (1995). Filmen var et flop, og modtog negative anmeldelser af kritikerne.
Efter den fejlslagne af Showgirls blev Berkley nomineret til to Golden Raspberry Awards for hendes rolle i filmen. Hun besluttede at spille mindre roller i vellykkede film. Hun spillede en lille rolle i The First Wives Club, en komedie med Diane Keaton, Goldie Hawn og Bette Midler. Hun havde senere en titelrolle i serien Armitage III: Poly Matrix, hvor også Kiefer Sutherland medvirkede. Hun havde også en lille rolle som en callgirl i Oliver Stone-filmen Any Given Sunday (1999).
Berkley er blevet set i mange dramatiske tv-roller som en gæsteoptræden i serier som CSI: Miami, NYPD Blue, Without a Trace, Threshold og Law & Order: Criminal Intent. I 2008 spillede Berkley i flere episoder af CSI: Miami, hvor hun spiller Julia Watson, den tidligere kæresten af Horatio Caine, spillet af David Caruso, som også er mor til hans nyligt opdagede søn. De episoder hvor Berkley spillede var meget populære.
I september 2013 var Berkley en af annonceret som en af deltagerne på 17. sæsonen af tv-programmet Dancing with the Stars.

## Personlig liv
Berkley er en dyreretsaktivist og optrådte i 1997 i en reklame for PETA for at fremme vegetarisme.
Berkley blev gift i november 2003 med artisten og lejlighedsvise skuespilleren Greg Lauren i Cabo San Lucas. Berkley erklærede i marts 2012 at hun ventede sit første barn til sommeren. Hendes søn Sky Cole blev født den 20. juli 2012.